# Удинцев, Глеб Борисович
Гле́б Бори́сович Уди́нцев (19 июня 1923, Москва, РСФСР — 14 января 2017, Москва, Российская Федерация) — советский и российский океанолог-геоморфолог, член-корреспондент Российской академии наук, доктор географических наук, профессор, дважды лауреат Государственной премии СССР (1969, 1977). Внучатый племянник Д. Н. Мамина-Сибиряка (внук сестры писателя — Елизаветы). Сын Бориса Дмитриевича Удинцева.
Автор научных статей, карт и книг (в том числе «Атлас океанов» ВМФ МО СССР, «Генеральная батиметрическая карта океанов» ЮНЕСКО, серия международных геолого-геофизических атласов океанов — Индийского, Атлантического, Тихого).
Международная комиссия по географическим названиям подводного рельефа при ЮНЕСКО назвала именем Удинцева один из крупных поперечных разломов на Южно-Тихоокеанском поднятии в Тихом океане, проходящий от Новой Зеландии до Антарктиды на протяжении более 5 000 километров.

## Биография
Родился в Москве. Участник Великой Отечественной войны. В 1941—1943 гг. проходил обучение в училище штурманов Авиации Дальнего Действия (ААД). С августа 1944 г. — на фронтах Великой Отечественной войны, в боевом 3-м гвардейском полку АДД участвовал в боевых вылетах в качестве штурмана самолёта-бомбардировщика Ил-4.
После демобилизации в июне 1946 г. начал трудовую деятельность в Институте океанологии (основан в январе 1946 г.).
В 1949 г. окончил МГУ по кафедре физической географии. С 1947 г. совмещал учёбу с работой лаборанта в Институте океанологии. В том же году начал участвовать в морских научных экспедициях, провел более 50 экспедиций.
В 1952 г. окончил аспирантуру МГУ, кандидатская диссертация была отмечена Премией Президиума Академии наук СССР.
С 1953 по 1955 г. — младший научный сотрудник, в 1955—1965 гг. — старший научный сотрудник, с 1965 по 1976 г. — заведующий лабораторией тектоники и геофизики дна океана Института океанологии им. П. П. Ширшова АН СССР.
С 1976 г. — заведующий лабораторией геоморфологии и тектоники дна океанов в Институте физики Земли.
С 1986 г. — заведующий лабораторией Геологического института РАН.
В декабре 1991 г. был избран членом-корреспондентом Российской Академии Наук, секция наук о Земле (география, океанология).
С 1992 г. — заведующий лабораторией геоморфологии и тектоники дна океанов Института геохимии и аналитической химии им. В. И. Вернадского РАН.
Похоронен на Головинском кладбище (участок 17) .

## Научная деятельность
В ходе экспедиций с его участием были измерены максимальные глубины Мирового океана, в том числе и самая глубокая точка — Марианская впадина. Публикация в 1963 г. батиметрической карты Тихого океана стала важным событием в познании Земли.
В конце 1960-х — середине 1970-х г. возглавлял несколько экспедиций, направленных для изучения рифтогенеза в Индийском и Атлантическом океанах.
Принял самое активное участие в крупнейшем научном событии XX века — в проекте по глубоководному бурению на судне «Гломар Челенджер». Возглавил советскую комиссию по океанскому бурению в составе этого советско-американского проекта. А в 1974 году стал соначальником рейса на американском судне «Гломар Челенджер», проводившем работы в районе Исландии.
Географические открытия, сделанные Удинцевым в экспедициях: глубоководный жёлоб «Витязя», подводные хребты и возвышенности Ширшова, Шатского, Обручева, Академии наук, зоны разломов «Витязя», Курчатова.

## Награды и премии
Дважды удостоен Государственной премии СССР: за участие в работе «Тектоника Евразии» (1969) и за работу «Геоморфология и тектоника дна Тихого океана» (1977).
Награждён двумя орденами Трудового Красного Знамени, орденами Отечественной войны I и II степени, орденом «Знак Почёта», медалями «За победу над Германией», «За освобождение Белоруссии», Почётной грамотой Президента Российской Федерации (2015) и другими наградами.

## Память
В его честь американские учёные назвали зону разломов Удинцева в Тихом океане (координаты: 54°00′—59°00′ ю. ш. 131°00′—150°00′ з. д.).